# Cockta

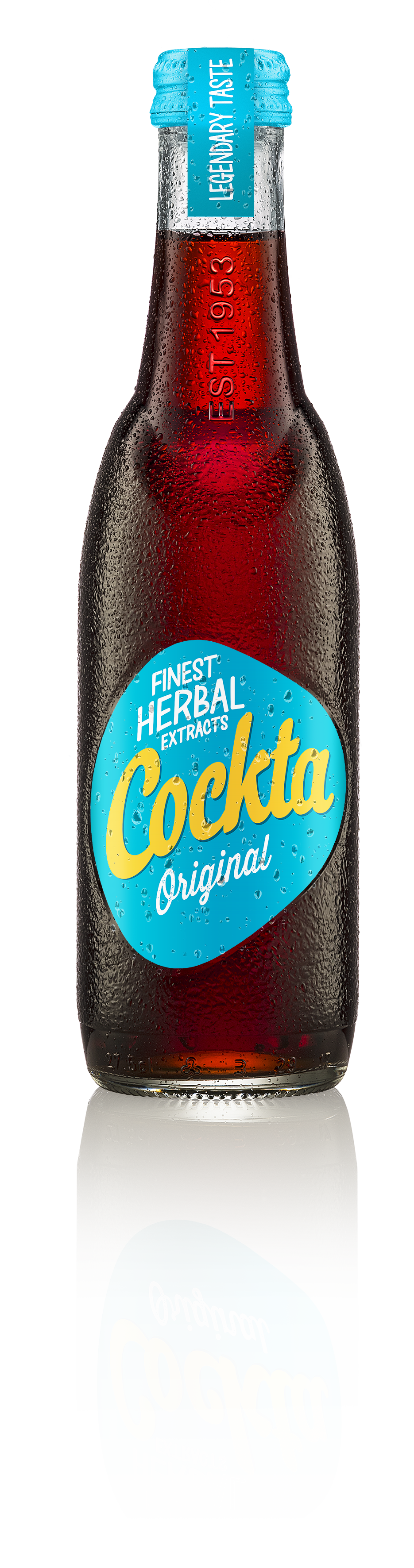
Cockta en su presentación de 275 mililitros.

Cockta es una bebida gaseosa originalmente producida en Eslovenia y fue el primer refresco que se patentó y fabricó en la República Federativa Socialista de Yugoslavia. Actualmente es comercializada por la compañía croata Atlantic Grupa, con presencia en los países de la península balcánica Croacia, Eslovenia, Bosnia y Herzegovina, Serbia, Montenegro y Macedonia.
Su fórmula original no ha sido modificada desde su creación e incluye una mezcla de once tipos de hierbas, rosa mosqueta, limón, naranja, agua carbonatada y azúcar caramelizada. No contiene fructosa, cafeína ni ácido fosfórico.

## Historia
El director de la compañía eslovena Slovenijavino, Ivan Deu, decidió en 1952 producir para el mercado local una bebida similar a la Coca-Cola, la cual todavía no se comercializaba en Yugoslavia. La receta fue fabricada por Emerik Zelinka y fue presentada al público el 8 de marzo de 1953. Ese año se vendieron cerca de 4,5 millones de botellas de Cockta, aproximadamente un millón de litros. En 1967 se vendieron más de 80 millones de botellas, con lo que Cockta se convirtió en uno de los productos más exportados de Yugoslavia.
A finales de la década del '60 ingresaron en el mercado local los primeros refrescos importados como Coca-Cola y Schweppes, y la competencia impactó en el crecimiento de la marca. En 1975 Cockta sumó a su clásica botella de 250 mililitros la comercialización del envase de un litro, mientras una agresiva campaña publicitaria revitalizaba las ventas.
A principios de la década de los '80 alcanzó la marca de 37 millones de litros anuales. En 1983 se lanzó la primera botella plástica de Cockta y en 1988 también se comercializó en latas. En 2005 introdujo su primera variante, Cockta Light.
La marca fue adquirida por la empresa Kolinska en 2000, que cinco años más tarde se fusionaría con otra compañía para formar Droga Kolinska. Ese año vendió 35 millones de litros.
En 2010 la bebida empezó a ser comercializada por Atlantic Grupa, luego de que la compañía multinacional croata adquiriera Droga Kolinska.

## Presentaciones y variantes

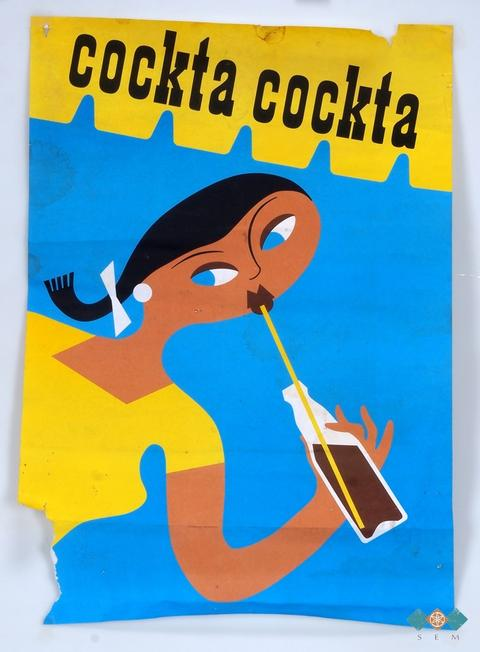
Póster de Cockta de 1952.

Cockta se comercializa en botellas plásticas de 1,5 litros y 0,5 litros, en botellas de vidrio de 0,275 litros y en latas de 0,33 litros.
A partir de 2005 Cockta comenzó a introducir distintas variantes:
- Cockta Light
- Cockta plus Lime & Ginger (con aroma a lima y jengibre)
- Cockta plus Mandarine (con aroma a mandarina)
- Cockta Easy (sin azúcar y endulzada con sucralosa y estevia)
- Cockta Rossa (con jugo de mandarina, naranja, limón y grosellero negro)
- Cockta Chinotto (con jugo de kinoto)
- Cockta Black Tonic (con agua tónica y cafeína)
- Cockta Blondie (a base de naranja con hierbas seleccionadas)